# Idiko Erasitechniko Protathlema 1976
L'Idiko Erasitechniko Protathlema 1976 è la 9ª edizione delle qualificazioni alla Beta Ethniki.

## Gruppo 1

### Squadre partecipanti
| Squadra                  | Città          |
| ------------------------ | -------------- |
| Doxa Sitagron            | Sitagri        |
| Ethnikos Alexandroupolis | Alessandropoli |
| Kalampaki                | Kalampaki      |
| Kilkisiakos              | Kilkis         |
| Nestos Chrysoupoli       | Chrysoupoli    |
| Poseidon Komotini        | Komotini       |

### Classifica
|  | Pos. | Squadra                  | Pt | G | V | N | P | GF | GS | DR |
|  | ---- | ------------------------ | -- | - | - | - | - | -- | -- | -- |
|  | 1.   | Kilkisiakos              | 16 | ? | ? | ? | ? | ?  | ?  | ?  |
|  | 2.   | Ethnikos Alexandroupolis | 15 | ? | ? | ? | ? | ?  | ?  | ?  |
|  | 3.   | Nestos Chrysoupoli       | 12 | ? | ? | ? | ? | ?  | ?  | ?  |
|  | 4.   | Kalampaki                | 10 | ? | ? | ? | ? | ?  | ?  | ?  |
|  | 5.   | Poseidon Komotini        | 4  | ? | ? | ? | ? | ?  | ?  | ?  |
|  | 6.   | Doxa Sitagron            | 3  | ? | ? | ? | ? | ?  | ?  | ?  |

Legenda:

      Ammesse in Beta Ethniki 1976-1977

## Gruppo 2

### Squadre partecipanti
| Squadra            | Città      |
| ------------------ | ---------- |
| Apollōn Kalamarias | Kalamaria  |
| Edessaïkos         | Edessa     |
| Karditsa           | Karditsa   |
| Makedonikos        | Neapoli    |
| Ptolemeos          | Ptolemaida |
| Pyrsos Grevena     | Grevena    |

### Classifica
|  | Pos. | Squadra            | Pt | G | V | N | P | GF | GS | DR |
|  | ---- | ------------------ | -- | - | - | - | - | -- | -- | -- |
|  | 1.   | Apollōn Kalamarias | 17 | ? | ? | ? | ? | ?  | ?  | ?  |
|  | 2.   | Makedonikos        | 15 | ? | ? | ? | ? | ?  | ?  | ?  |
|  | 3.   | Edessaïkos         | 10 | ? | ? | ? | ? | ?  | ?  | ?  |
|  | 4.   | Ptolemeos          | 8  | ? | ? | ? | ? | ?  | ?  | ?  |
|  | 5.   | Karditsa           | 8  | ? | ? | ? | ? | ?  | ?  | ?  |
|  | 6.   | Pyrsos Grevena     | 2  | ? | ? | ? | ? | ?  | ?  | ?  |

Legenda:

      Ammesse in Beta Ethniki 1976-1977

## Gruppo 3

### Squadre partecipanti
| Squadra               | Città        |
| --------------------- | ------------ |
| Aiginiakos            | Eginio       |
| Ethnikos Sidirokastro | Sidirokastro |
| Nea Genea             | Asvestochori |
| Nea Moudania          | Moudania     |
| Niki Polygyros        | Polygyros    |
| Thyella Serron        | Serres       |

### Classifica
|  | Pos. | Squadra               | Pt | G | V | N | P | GF | GS | DR |
|  | ---- | --------------------- | -- | - | - | - | - | -- | -- | -- |
|  | 1.   | Ethnikos Sidirokastro | 14 | ? | ? | ? | ? | ?  | ?  | ?  |
|  | 2.   | Niki Polygyros        | 14 | ? | ? | ? | ? | ?  | ?  | ?  |
|  | 3.   | Aiginiakos            | 12 | ? | ? | ? | ? | ?  | ?  | ?  |
|  | 4.   | Nea Moudania          | 11 | ? | ? | ? | ? | ?  | ?  | ?  |
|  | 5.   | Nea Genea             | 7  | ? | ? | ? | ? | ?  | ?  | ?  |
|  | 6.   | Thyella Serron        | 2  | ? | ? | ? | ? | ?  | ?  | ?  |

Legenda:

      Ammesse in Beta Ethniki 1976-1977

### Spareggio per il primo posto
| Squadra 1             | Risultato | Squadra 2      |
| --------------------- | --------- | -------------- |
| Ethnikos Sidirokastro | 1 – 0     | Niki Polygyros |

## Gruppo 4

### Squadre partecipanti
| Squadra            | Città    |
| ------------------ | -------- |
| Achille Farsala    | Farsala  |
| Anagennisi Arta    | Arta     |
| Atromitos Giannina | Giannina |
| Dimitra Trikala    | Trikala  |
| Elassona           | Elassona |
| Kerkyra            | Corfù    |

### Classifica
|  | Pos. | Squadra            | Pt | G | V | N | P | GF | GS | DR |
|  | ---- | ------------------ | -- | - | - | - | - | -- | -- | -- |
|  | 1.   | Anagennisi Arta    | 15 | ? | ? | ? | ? | ?  | ?  | ?  |
|  | 2.   | Dimitra Trikala    | 14 | ? | ? | ? | ? | ?  | ?  | ?  |
|  | 3.   | Elassona           | 13 | ? | ? | ? | ? | ?  | ?  | ?  |
|  | 4.   | Atromitos Giannina | 7  | ? | ? | ? | ? | ?  | ?  | ?  |
|  | 5.   | Achille Farsala    | 5  | ? | ? | ? | ? | ?  | ?  | ?  |
|  | 6.   | Kerkyra            | 4  | ? | ? | ? | ? | ?  | ?  | ?  |

Legenda:

      Ammesse in Beta Ethniki 1976-1977

## Gruppo 5

### Squadre partecipanti
| Squadra          | Città    |
| ---------------- | -------- |
| Chios            | Chio     |
| Dafni Erythron   | Erythres |
| Fōkikos          | Amfissa  |
| Nikī Volo        | Volos    |
| Pamisos Messinis | Messene  |
| Proteas Chalkis  | Calcide  |

### Classifica
|  | Pos. | Squadra          | Pt | G | V | N | P | GF | GS | DR |
|  | ---- | ---------------- | -- | - | - | - | - | -- | -- | -- |
|  | 1.   | Nikī Volo        | 15 | ? | ? | ? | ? | ?  | ?  | ?  |
|  | 2.   | Dafni Erythron   | 14 | ? | ? | ? | ? | ?  | ?  | ?  |
|  | 3.   | Proteas Chalkis  | 10 | ? | ? | ? | ? | ?  | ?  | ?  |
|  | 4.   | Fōkikos          | 9  | ? | ? | ? | ? | ?  | ?  | ?  |
|  | 5.   | Pamisos Messinis | 7  | ? | ? | ? | ? | ?  | ?  | ?  |
|  | 6.   | Chios            | 1  | ? | ? | ? | ? | ?  | ?  | ?  |

Legenda:

      Ammesse in Beta Ethniki 1976-1977

## Gruppo 6

### Squadre partecipanti
| Squadra           | Città    |
| ----------------- | -------- |
| Agrinio           | Agrinio  |
| Apollon Eglykadas | Patrasso |
| Doxa Magoula      | Magoula  |
| Eolikos Mytilenes | Mitilene |
| Panaigialeios     | Egio     |
| Panīleiakos       | Pyrgos   |

### Classifica
|  | Pos. | Squadra           | Pt | G | V | N | P | GF | GS | DR |
|  | ---- | ----------------- | -- | - | - | - | - | -- | -- | -- |
|  | 1.   | Panīleiakos       | 16 | ? | ? | ? | ? | ?  | ?  | ?  |
|  | 2.   | Eolikos Mytilenes | 14 | ? | ? | ? | ? | ?  | ?  | ?  |
|  | 3.   | Panaigialeios     | 12 | ? | ? | ? | ? | ?  | ?  | ?  |
|  | 4.   | Agrinio           | 7  | ? | ? | ? | ? | ?  | ?  | ?  |
|  | 5.   | Apollon Eglykadas | 4  | ? | ? | ? | ? | ?  | ?  | ?  |
|  | 6.   | Doxa Magoula      | 0  | ? | ? | ? | ? | ?  | ?  | ?  |

Legenda:

      Ammesse in Beta Ethniki 1976-1977

## Gruppo 7

### Squadre partecipanti
| Squadra             | Città       |
| ------------------- | ----------- |
| Argyroupolis        | Argiroupoli |
| Fivos Kremastis     | Rodi        |
| Ionia Chania        | Chania      |
| Kallithea           | Kallithea   |
| Olympiakos Loutraki | Loutraki    |
| Rethymno            | Rethymno    |

### Classifica
|  | Pos. | Squadra             | Pt | G | V | N | P | GF | GS | DR |
|  | ---- | ------------------- | -- | - | - | - | - | -- | -- | -- |
|  | 1.   | Kallithea           | 17 | ? | ? | ? | ? | ?  | ?  | ?  |
|  | 2.   | Fivos Kremastis     | 16 | ? | ? | ? | ? | ?  | ?  | ?  |
|  | 3.   | Argyroupolis        | 14 | ? | ? | ? | ? | ?  | ?  | ?  |
|  | 4.   | Ionia Chania        | 5  | ? | ? | ? | ? | ?  | ?  | ?  |
|  | 5.   | Olympiakos Loutraki | 4  | ? | ? | ? | ? | ?  | ?  | ?  |
|  | 6.   | Rethymno            | 2  | ? | ? | ? | ? | ?  | ?  | ?  |

Legenda:

      Ammesse in Beta Ethniki 1976-1977

## Gruppo 8

### Squadre partecipanti
| Squadra           | Città            |
| ----------------- | ---------------- |
| AEK Tripoli       | Tripoli          |
| Aias Salamina     | Salamina         |
| Īrodotos          | Nea Alikarnassos |
| Panargeiakos      | Argo             |
| Panaspropyrgiakos | Aspropyrgos      |
| Pansamiakos       | Samo             |

### Classifica
|  | Pos. | Squadra           | Pt | G | V | N | P | GF | GS | DR |
|  | ---- | ----------------- | -- | - | - | - | - | -- | -- | -- |
|  | 1.   | Īrodotos          | 17 | ? | ? | ? | ? | ?  | ?  | ?  |
|  | 2.   | Panaspropyrgiakos | 15 | ? | ? | ? | ? | ?  | ?  | ?  |
|  | 3.   | Panargeiakos      | 11 | ? | ? | ? | ? | ?  | ?  | ?  |
|  | 4.   | Aias Salamina     | 9  | ? | ? | ? | ? | ?  | ?  | ?  |
|  | 5.   | Pansamiakos       | 6  | ? | ? | ? | ? | ?  | ?  | ?  |
|  | 6.   | AEK Tripoli       | 2  | ? | ? | ? | ? | ?  | ?  | ?  |

Legenda:

      Ammesse in Beta Ethniki 1976-1977